# 가평마장초등학교
가평마장초등학교(加平馬場初等學校, 영어: Gapyeong Majang Elementary School)는 대한민국 경기도 가평군에 있는 공립 초등학교이다.

## 학교 연혁
- 1924. 04. 01. 마장학술강습소 설립
- 1945. 04. 01. 마장국민학교로 승격
- 1963. 07. 20. 마장국민학교 개곡분교장 설립
- 1991. 02. 28. 마장국민학교 개곡분교장 폐교
- 1996. 03. 01. 가평마장초등학교로 교명 개명
- 2001. 03. 13. 가평마장초등학교병설유치원 개원
- 2013. 02. 14. 제67회 졸업식, 19명 졸업(졸업생총수 2,010명)
- 2013. 03. 01. 제15대 길범수 교장 취임
- 2013. 03. 01. 7학급 편성(초등 7(특수 1), 유치원 1)
- 2014. 09. 01. 제16대 정명희 교장 취임
- 2018. 02. 07. 제72회 졸업 9명(총 2,063)
- 2018. 03. 01. 7학급 편성(특수 1학급 포함), 유치원 1학급

## 참고 자료
- 가평마장초등학교 - 한국교육학술정보원 학교알리미